# Архитектура Туркменистана
Архитектура Туркменистана — комплекс строительных сооружений на территории современного Туркменистана, представляющих архитектурно-историческую значимость. Архитектура Туркменистана включает архитектуру народов, проживавших и проживающих на территории страны.

## Крепости

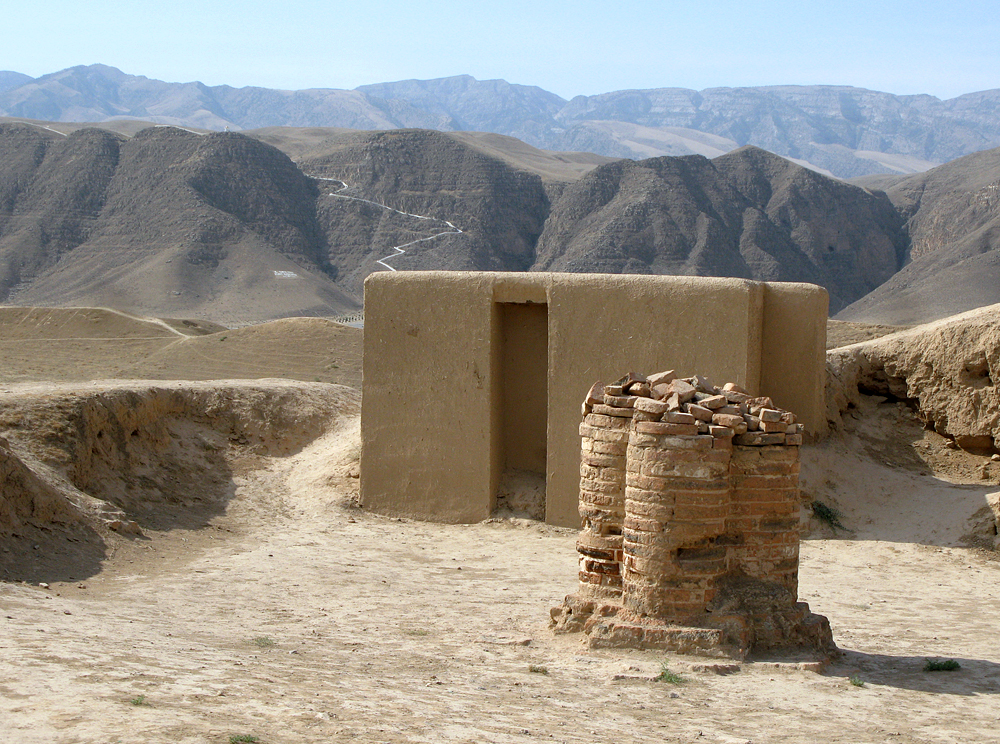
Ниса

- Парфянские крепости Нисы
- Крепость Надир-шаха
- Крепость Улы Гыз Гала в Мерве

## Мавзолеи
- Мавзолей Санджара — Мерв
- Мавзолей Наджмеддина Кубра[1] — Кёнеургенч
- Мавзолей монгольской принцессы Торебег-Ханым — XII—XIV века, Кёнеургенч
- Мавзолей Арслана II — дата его закладки ориентировочно оценивается XI веком, Кёнеургенч
- Мавзолей Фахр ад-Дин Рази — XIII век, Кёнеургенч
- Мавзолей Азизан Аль-Раматани — XIII—XIV века, Кёнеургенч
- Мавзолей Сейд Ахмеда — XII—XIV века, Кёнеургенч
- Мавзолей Пирярвели — XIV—XVII века, Кёнеургенч
- Мавзолей Гулигердан — XII век, Кёнеургенч
- Мавзолей Хорезимбаг — XIII—XVIII века, Кёнеургенч
- Мавзолей Дашгала — XIV—XVI века, Кёнеургенч
- Мавзолей Маткарим-Ишан — XIX—XX века, Кёнеургенч
- Мавзолей Мухаммеда-ибн-3ейда — возведён около 1112 года, Мерв
- Мавзолей Султан Али — 1580 год, Кёнеургенч
- Мавзолей Текеш-Хорезмшах — XIII век, с минаретом XIV века, Кёнеургенч
- Мавзолей Дашмеджет — 1903—1908 годы, Кёнеургенч

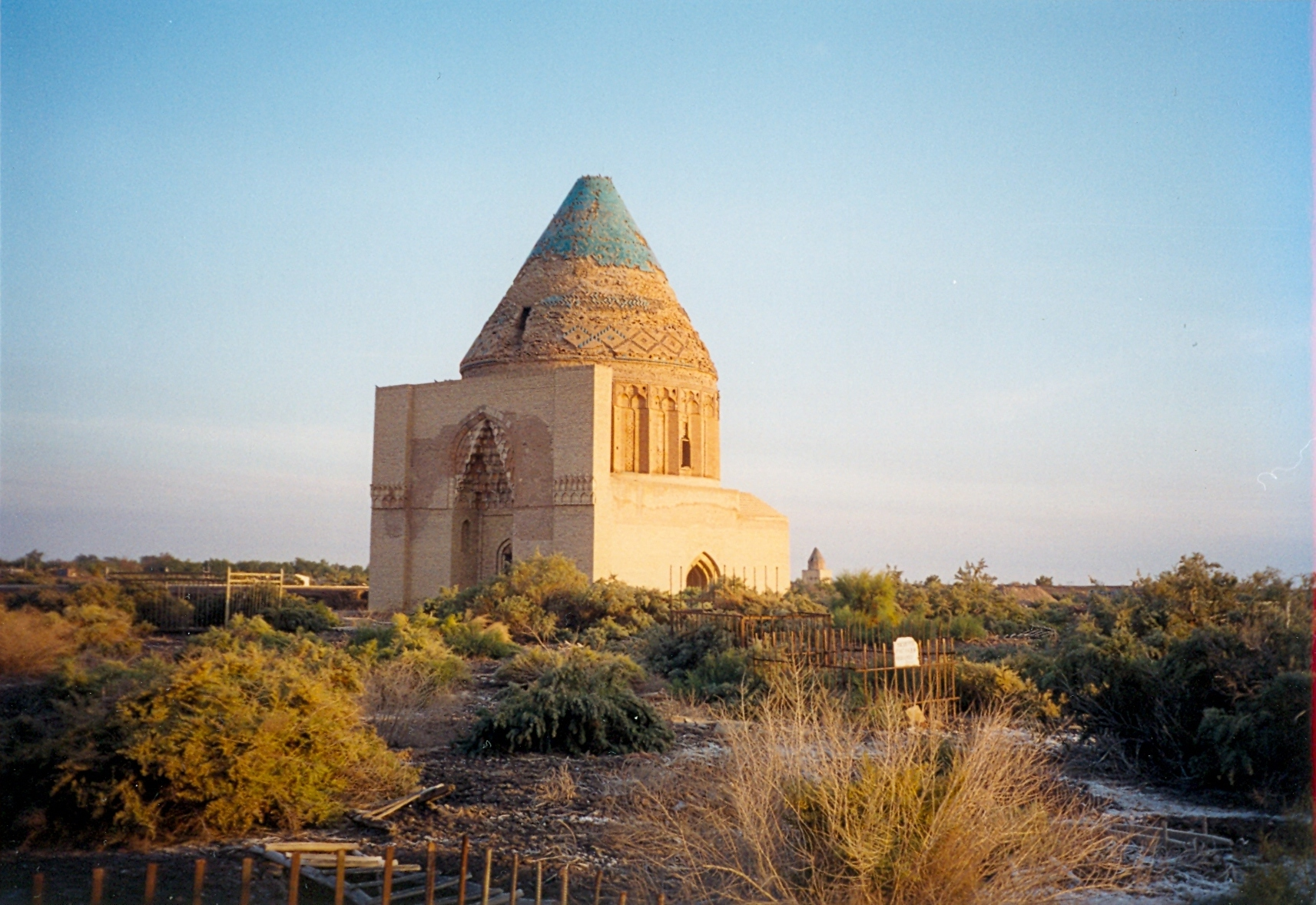
Мавзолей Текеша
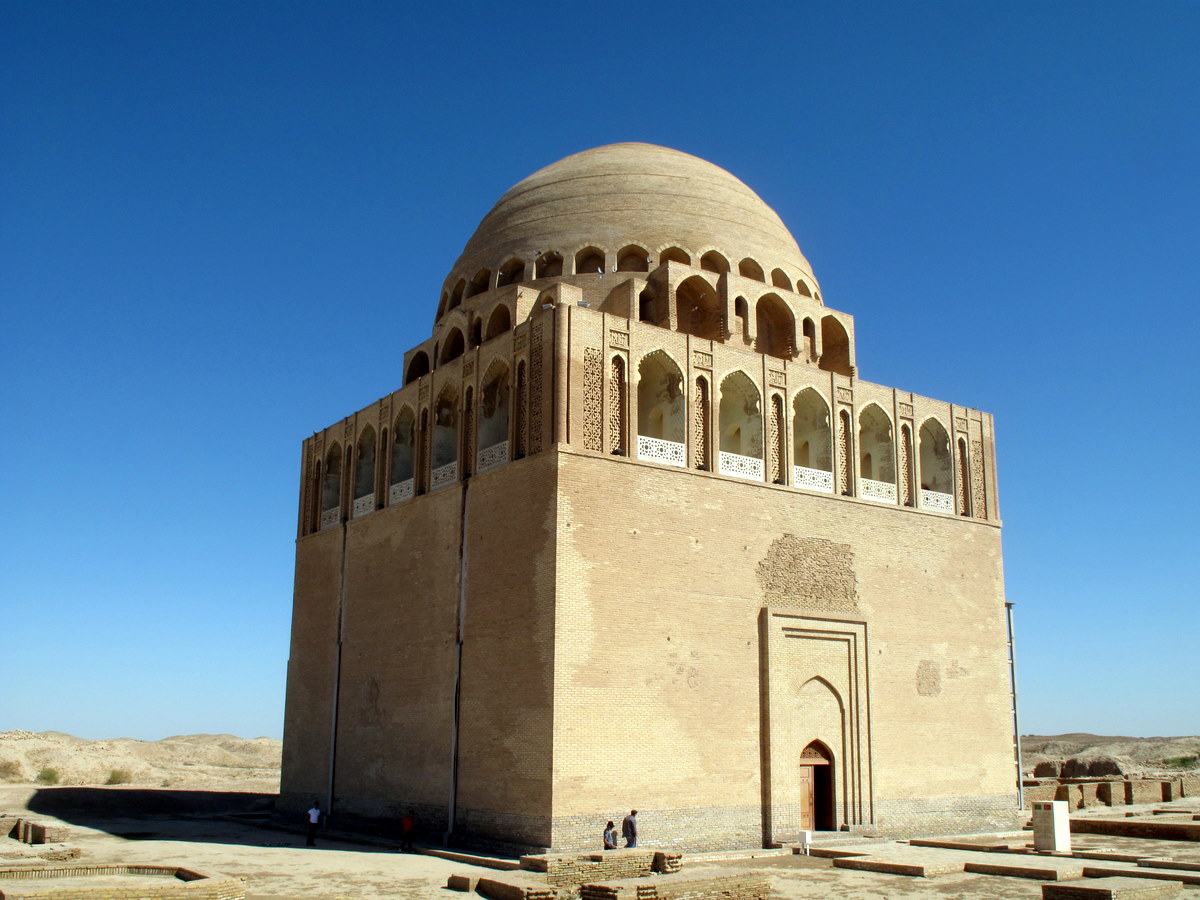
Мавзолей Санджара в Мерве
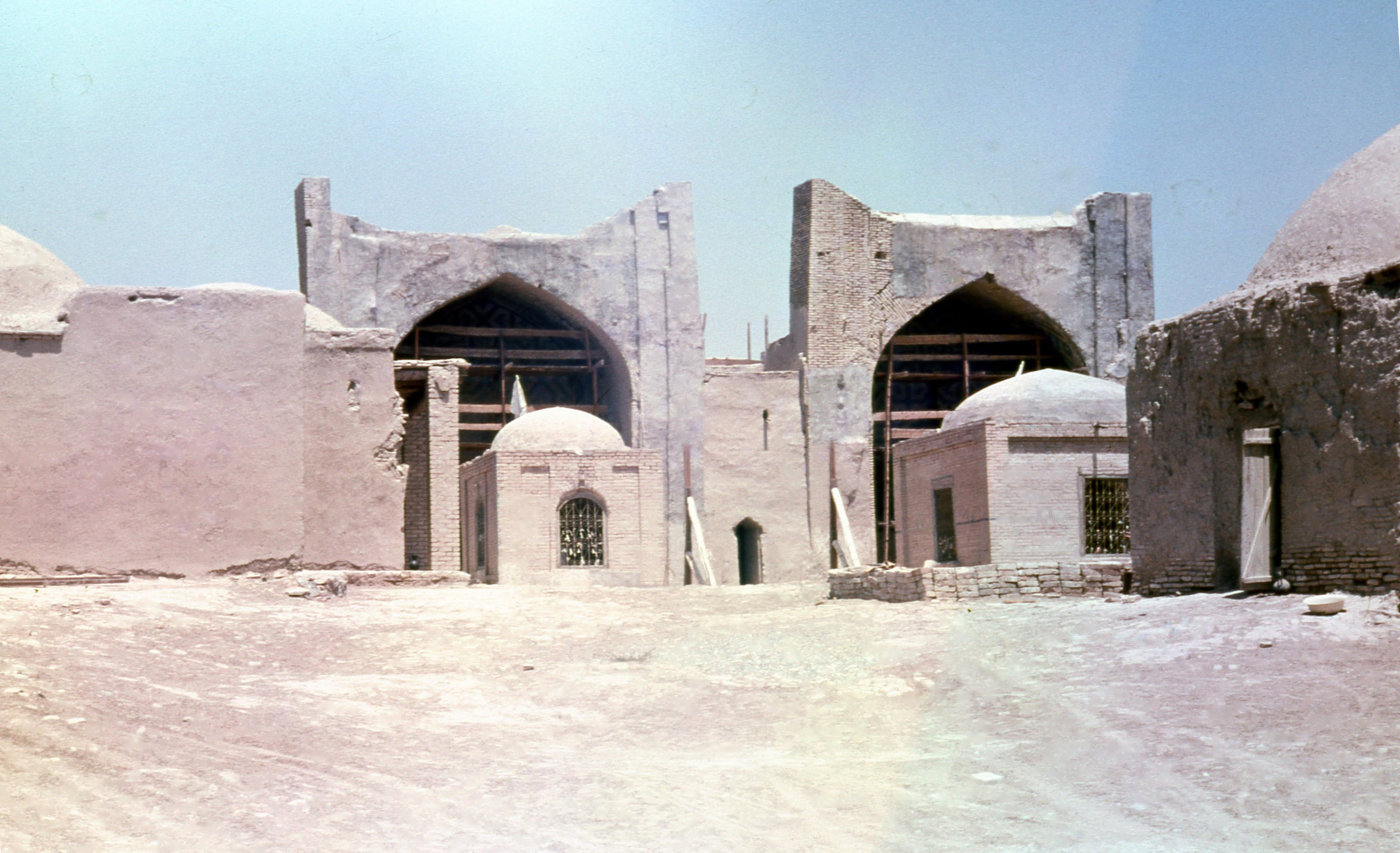
Усыпальницы братьев Эсхабов на территории древнего города Мерва

## Архитектура современного Туркменистана
Современная архитектура Туркменистана воплощает в себе всё наследие предыдущих лет, во вновь возводимых зданиях и сооружениях используются «мусульманский», «модернистский» стили с привнесением элементов «национальной» архитектуры. Построенные в последние годы здания чаще всего облицовываются белым мрамором. Благодаря политике президента Туркменистана Гурбангулы Бердымухамедова, повсеместно ведутся работы по строительству новых зданий и капитальному ремонту значимых архитектурных объектов практически во всех городах Туркменистана. Проводится целенаправленная политика на улучшение внешнего облика города Ашхабада, строятся новые жилые дома и административные здания, реставрируются фасады старых архитектурных построек, производится благоустройство парковой и фонтанной зоны города. Архитектурный облик Ашхабада стремительно меняется, город стал точечно застраиваться высотными жилыми зданиями (преимущественно 12-этажными). Формируется деловой центр Ашхабад-сити на проспекте Арчабиль. По эксклюзивным проектам завершено строительство зданий ряда министерств и ведомств, учебных и исследовательских и культурных центров. Линия административных зданий и общественных зон по проспекту Арчабиль будет продолжена. Среди новых строений выделяются целый ряд зданий: построенных в южной части столицы ставший одним из символов города Телерадиовещательный центр «Туркменистан», дворец бракосочетаний «Багт кошги», самое большое колесо обозрения в закрытом помещении «Алем».

Телебашня